# ماغدا جونا
ماجدة جونا (بالمجرية: Jóna Magda)‏ (1934–1993) لاعبة كرة يد مجرية. اختيرت لتكون ضمن المنتخب الوطني لكرة اليد المجرية في عام 1956، ولعبت في المنتخب الوطني لكرة اليد في الفريق 44 مرة بين عامي 1955 و1966.